# 中島汽船

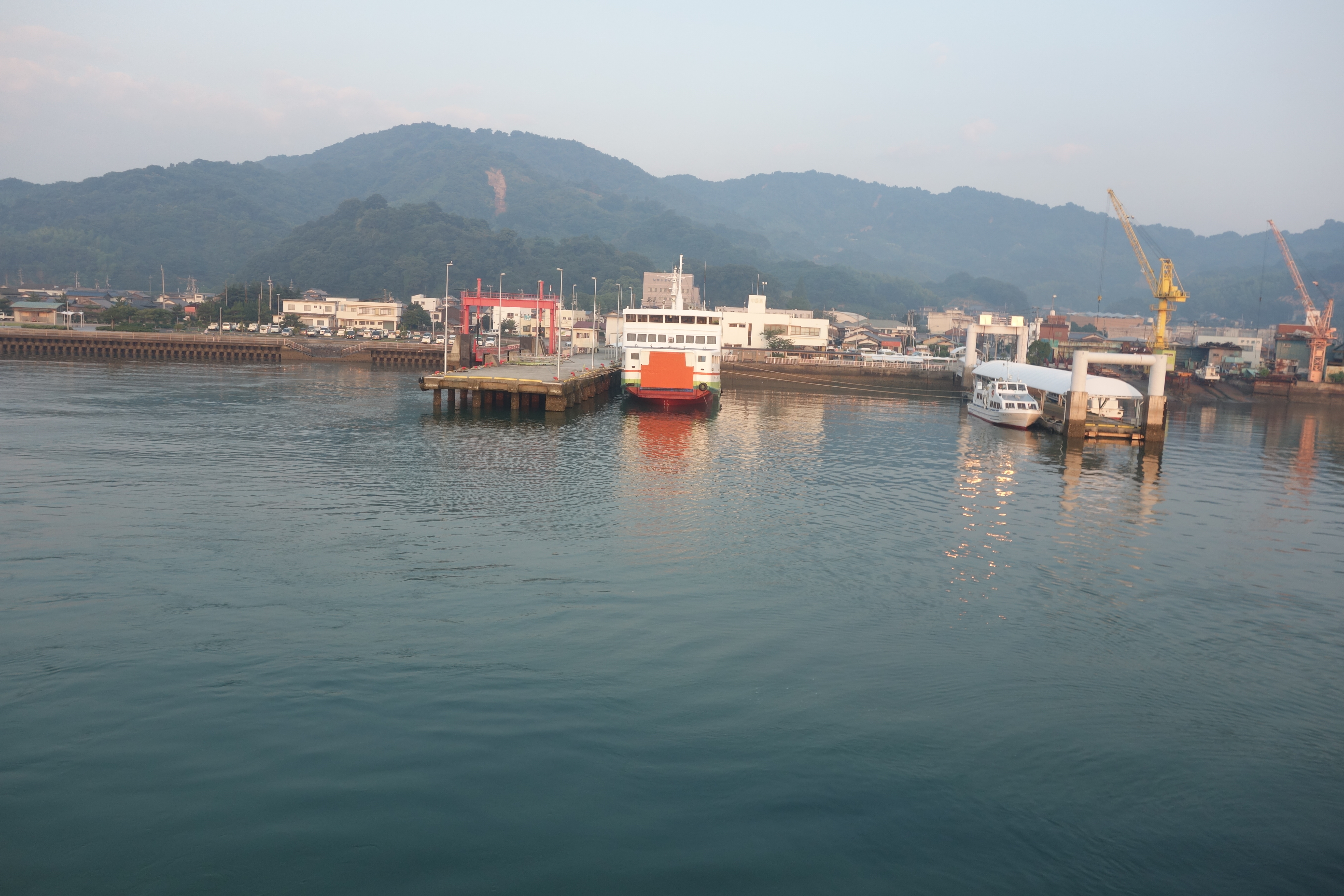
中島の大浦港に停泊中の中島汽船の船舶

中島汽船株式会社（なかじまきせん）は、愛媛県松山市にある三津浜港、高浜港および松山観光港と忽那諸島を結ぶ航路を運航する海運会社である。同名の会社は明治時代および昭和20年代から30年代にも存在したが、現在の法人とは関係ない。

## 概要
もとは旧中島町運輸課（中島町営汽船）が運航していたが、松山市への合併にあたり民営化されることとなり、石崎汽船と中島町内のすべての地縁団体の出資によって、2004年（平成16年）4月27日に中島汽船株式会社が設立された。
松山市高浜町5丁目松山観光港ターミナルに本社を、同市中島大浦中島港湾ビルに支店を置いている。
松山市の離島である忽那諸島と松山を結ぶ航路のほか、中島本島内の路線バス事業も営んでいるが、これも旧中島町運輸課が運行していた中島町営バスを継承したものである。また、大浦港ではレンタサイクルも行っている。

## 沿革

### 町営汽船成立以前
- 明治20年代まで - 渡船船（とうかい）と呼ばれる和船による各島の往来が行われていた。
- 1896年（明治29年） - 当時の東中島村長らの発起により「中島汽船会社」の設立と、三津浜〜中島〜柳井航路が立案されるも、当時は株式会社という仕組みそのものが理解されにくかったこともあり株式の募集がはかばかしくなかった。
- 1898年（明治31年） - 石崎汽船の船舶を傭船し営業開始。
- 1900年（明治33年） - 航路が長大すぎたこともあって事業は困難を来たし、会社解散。

乱立期
- 明治30年代 - 中島島内外の関係者によって複数の船会社が設立され就航した。ただし、長続きせず中には3か月に満たず廃止される航路もあり、島民からは安定して運航される航路が切望されていた。海運会社の乱立は、この頃の資産家にとって手ごろな投資対象とみなされていたことも一因だった。
- 1919年（大正8年） - 住民は村営による航路を要望（東中島村を中心に3か村に呼びかけ）していたが実現しなかったため、村民有志による海運会社（後の中島運輸）を設立。
- 1920年（明治9年） - 4か村との契約に基づき、山谷回漕店が就航。
- 1921年（明治10年） - 千歳運輸（広島県倉橋島）が参入し、競争が激化。この頃温泉郡長の薦めもあり、村営の海運会社設立が検討される。
- 1922年（明治11年） - 4か村の有志の出資により「中島運輸」設立。
- 1923年（明治12年） - 中島運輸が運航開始。以後、民間の2社は順次撤退。
- 1924年（明治13年） - 倉橋汽船（広島）が参入し競争が激化。調停に持ち込まれ、東線は中島運輸が、西線は倉橋汽船が運航することになる。

戦時下
- 1943年（昭和18年） - 国策に沿う形で、瀬戸内海航路の一本化を図った瀬戸内海汽船に統合される。

戦後
- 1946年（昭和21年） - 睦月村の有志によって設立された睦月運輸が運航開始。以後、他の島からも「島民の航路を」という要望が高まる。
- 1948年（昭和23年） - 有志によって中島汽船が設立され、睦月運輸の航路を継承。以後、瀬戸内海汽船との競合のなか東航路を中心に運航。
- 1950年（昭和25年） - 瀬戸内海汽船とのすみわけの協定成立。この頃から島民より、民間の海運会社では無く村営汽船を求める声が高まる。

### 町営汽船時代
- 1958年（昭和33年）
  - 中島町営汽船が運航開始。民間会社から船舶1隻を買い取り東航路に就航し、瀬戸内海汽船と交互運航を開始。
  - 冨永ハイヤー（町内の民間タクシー会社）から車両の移管を受けるとともに、マイクロバスを購入して、旅客運送事業開始。
- 1959年（昭和34年） - 瀬戸内海汽船および堂官汽船（中島〜呉航路を運航）から航路権利の譲渡を受ける。この間、汽船の高速化を図るとともに、寄航地の集約化など、合理化・効率化を進める。
- 1960年（昭和35年） - 呉航路を開設。
- 1964年（昭和39年） - 中島町が財政再建団体（自主再建）となる。赤字体質であった呉線の処遇が課題となり、民間により呉線の受け皿会社「内海汽船」が設立される。
- 1965年（昭和40年） - 貸切バス事業を開始。
- 1987年（昭和62年） - 広島〜呉〜西中航路を廃止。

### 民営化
- 2000年（平成12年） - この頃から市町村合併が行政の重要課題となる。離島である中島町は、合併相手として松山港（高浜港および三津浜港）への航路が四国本土への唯一の交通手段であることから、松山市との合併方針を固め交渉を開始したが、合併に際しての「懸案事項」の一つとして旅客運送事業（旅客海上輸送、バス事業）の対処を求められる。町は一層の合理化のうえ公営での存続の可能性なども探るが、最終的に「民営化」を決断。
- 2002年（平成14年） - 公営企業としての合理化に着手。
- 2003年（平成15年）
  - 10月 - 中島町は、「懸案事項」への回答として民営化の方針を表明。
  - 11月 - 町が「民営化検討委員会」を発足。翌月、委員会の答申に沿って譲渡先公募の結果、「石崎汽船」を譲渡先に選定。
- 2004年（平成16年）
  - 4月27日 - 受け皿会社として、石崎汽船と中島町内のすべての地縁団体の出資による「中島汽船株式会社」を設立。
  - 10月 - 航路および路線バス引継。
- 2006年（平成18年）
  - 5月11日 - 内海造船瀬戸田工場で新造船「じんわ」（フェリー）が進水[1]。
  - 7月26日 - 「じんわ」が完工[2]。
  - 8月 - 民営化後初の「じんわ」が就航。「じんわ」（神和）とは、津和地島、怒和島、二神島の3島を指す。この3島は1890年から1959年までは神和村であったが、市町村合併により中島町（現在は松山市に合併）となっている。
  - 10月 - 西線航路のダイヤ見直しにより、釣島への寄港が1日2便となる（サービス向上の一環として民営化当初から計画されていた）。
- 2008年（平成20年）
  - 9月9日 - 中島港旅客待合所（支店併設）建て替え工事着工。
  - 12月 - 高速船「うずしお」引退。「あさかぜ」同型姉妹船「いそかぜ」就航。「いそかぜ」就航に伴い「せきど」が予備船となる。
- 2009年（平成21年）
  - 2月27日 - 中島港旅客待合所落成。
  - 10月 - 伊予鉄ICい〜カードを全航路で導入。
- 2011年（平成23年）
  - 10月13日 - 「せきど」が火災によって損傷[3]。
  - 12月 - 高速船「すいせい」を中古で購入。
- 2013年（平成25年）
  - 3月18日 - 9時23分頃、「じんわ」が高浜港第2桟橋に衝突、死傷者なし[4]。
  - 7月 - 本社が松山市三津1丁目から同市高浜町5丁目松山観光港ターミナルビルへ移転する。
  - 8月14日 - 海上が霧による視界不良となり、7時16分頃「じんわ」が二神漁港防波堤に衝突、死傷者なし[5]。
- 2014年（平成26年）4月1日 - 消費税率引き上げ（5→8%）に伴い船舶および路線バスの運賃改正を行う。あわせて東線旅客フェリーの一部時刻改正も実施する。
- 2017年（平成29年）
  - 9月1日 - 新造船の起工式を内海造船瀬戸田工場で執り行う。
  - 12月4日 - 新造船「ななしま」（フェリー）[6]が進水[7][8]。
  - 12月4日 - ロゴを漢字から英語に変更[9]。
- 2018年（平成30年）
  - 2月28日 - 「ななしま」が完工[10]。
  - 3月13日 - 「ななしま」の就航記念披露式典を大浦港で執り行う[11]。
  - 3月16日 - 東線フェリー航路に「ななしま」が就航。「なかじま」は予備船に、「第二ななしま」は海外へ売却する。
- 2019年（平成31年）4月 - 被害者等支援計画作成ガイドラインを策定する[12]。
- 2019年（令和元年）10月1日 -  消費税率引き上げ（8→10%）に伴い船舶および路線バスの運賃改正を行う。
- 2020年（令和2年）
  - 7月1日 - 松山観光港[注釈 1]への寄港を東線フェリー航路で開始。これに伴い旅客運賃を設定。あわせて東線高速船航路と、西線フェリー航路の時刻改正を行う。
  - 7月 - ICい〜カードの新型チャージ機を大浦港待合所に設置。
- 2022年（令和4年）9月21日 - 11時51分頃、「ななしま」が伊予中島港南防波堤灯台付近に衝突し、乗客45名のうち1名が負傷[13][14][15][動画 1]。
- 2024年（令和6年）
  - 3月31日 - 貸切バス事業終了（路線バスは継続）。
  - 4月1日 - 路線バスの路線変更および時刻改定を行う。
  - 10月23日 - 15時58分頃、「じんわ」が釣島港岸壁に衝突する。死傷者なし[16]。
  - 11月13日 - 9時34分頃、「じんわ」が釣島港に入港する際、防波堤に接触する。死傷者なし[17][18]。
- 2025年（令和7年）
  - 2月1日 - 船員不足[注釈 2]を所以にこの日から当面の間、高速船航路の一部の便を運休する（フェリー航路は通常運航）[19][20]。
  - 3月25日 - 全航路の旅客運賃において、ICOCA、PASMO、Suicaなどの交通系ICカードでの支払いが可能となる[21]。
  - 9月30日 - 伊予鉄道・伊予鉄バス全線でのICOCA導入に伴い、ICい〜カードの取り扱いを終了（予定）[22]。

## 航路
伊予鉄ICい〜カードの利用が可能。このほかに全航路の旅客運賃において、ICOCA、PASMO、Suicaなどの交通系ICカードでも支払いができる。高速船は急行料金が上乗せされ、乗船券のほか急行券が発券される。各港の入出港時に旧中島町のイメージソングであった坂本冬美の「白いかおりの島へ」（作詞：池田充男 / 作曲：浜口庫之助）が流れる。この歌は公式ウェブサイトの「船の紹介」ページをしばらく表示させていると再生されていた。

### 東線
旅客フェリー
高浜港および松山観光港での車両の乗降は不可能。潮位により車両の乗降ができない場合がある。船内の売店でおでんを販売している。2014年（平成26年）9月まで45年間にわたり販売していた女性が年齢を所以に引退、以降は中島のNPO法人が引き継いで販売している。時間帯により販売されない場合がある。2020年（令和2年）7月1日より松山観光港へ寄港を開始した。
- 大浦港（中島） - 野忽那港（野忽那島） - 睦月港（睦月島） - 松山観光港[注釈 6] - 高浜港 - 三津浜港

高速船
- 大浦港（中島） - 野忽那港（野忽那島） - 睦月港（睦月島） - 高浜港

### 西線
旅客フェリー
高浜港での車両の乗降は不可能。潮位により車両の乗降ができない場合がある。西中港行き（発）の運賃は神和（二神、津和地、怒和）との相互間のみ設定されている。
- 西中港（中島） - 上怒和港（怒和島） - 元怒和港（怒和島） - 津和地港（津和地島） - 二神港（二神島） - 神浦港（中島） - 釣島港（釣島） - 高浜港 - 三津浜港

高速船
便により以下いずれかの順で寄港する。
- 高浜港 - 神浦港（中島） - 上怒和港（怒和島） - 元怒和港（怒和島） - 津和地港（津和地島） - 二神港（二神島） - 神浦港（中島） - 高浜港
- 高浜港 - 神浦港（中島） - 二神港（二神島） - 津和地港（津和地島） - 元怒和港（怒和島） - 上怒和港（怒和島） - 神浦港（中島） - 高浜港

## 船舶

### 就航中の船舶
旅客フェリー
- なかじま（2代）[24]

1993年（平成5年）9月起工、1994年6月24日進水、同年7月完工、同月16日就航、大内造船所建造
615→676総トン、全長49.90m、全幅11.08m、型深さ2.99m、主機関阪神1200×2、機関出力1,765kW、航海速力13.5ノット、旅客定員488名、乗用車19台または11mトラック6台

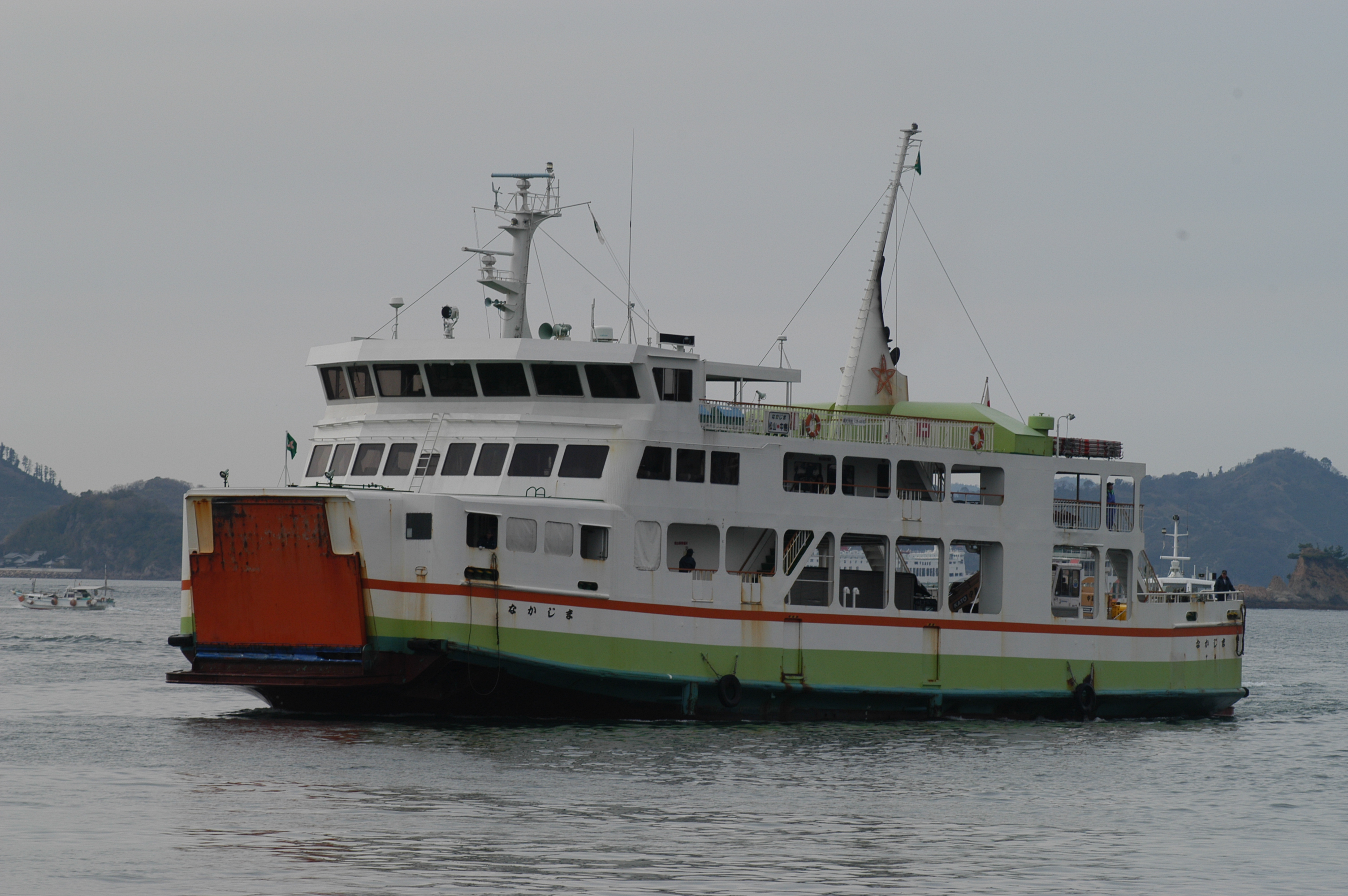
なかじま（2代）
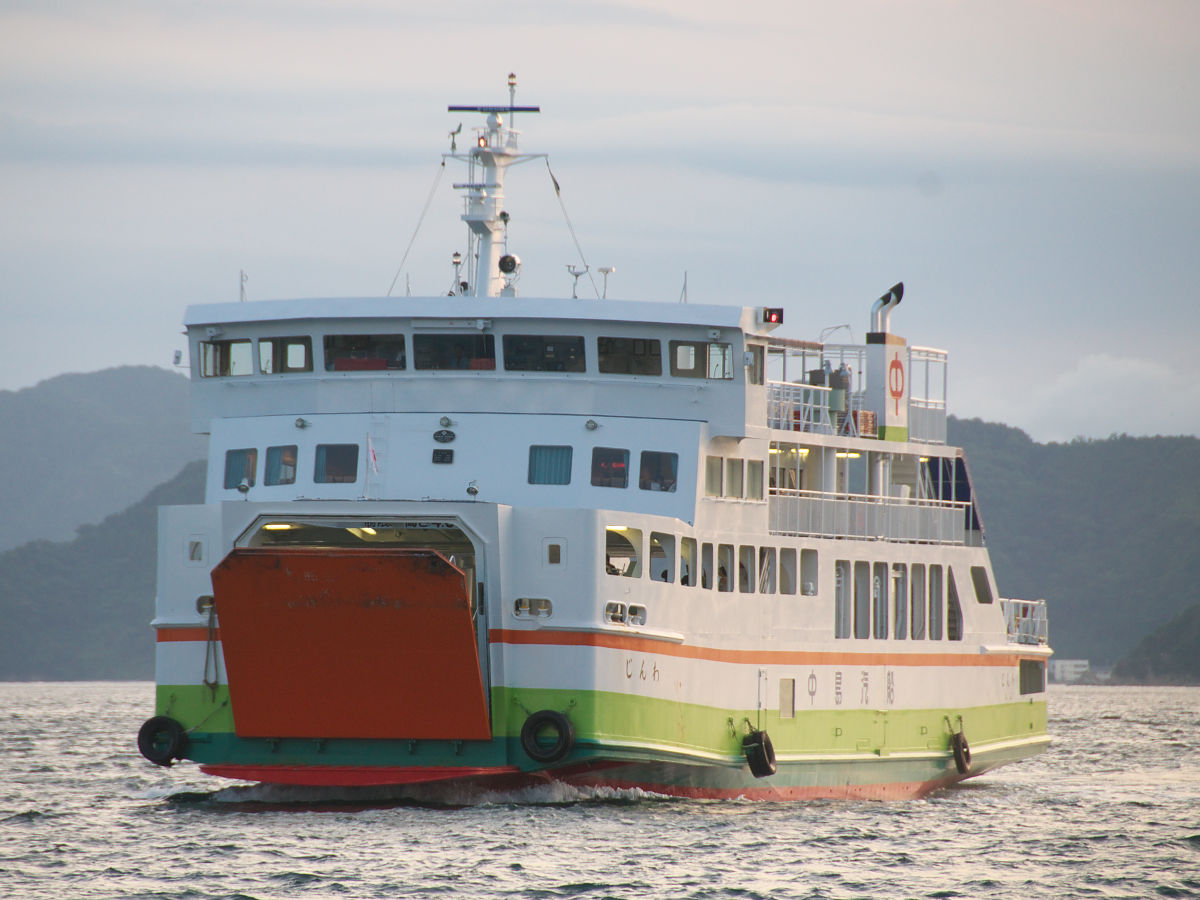
じんわ
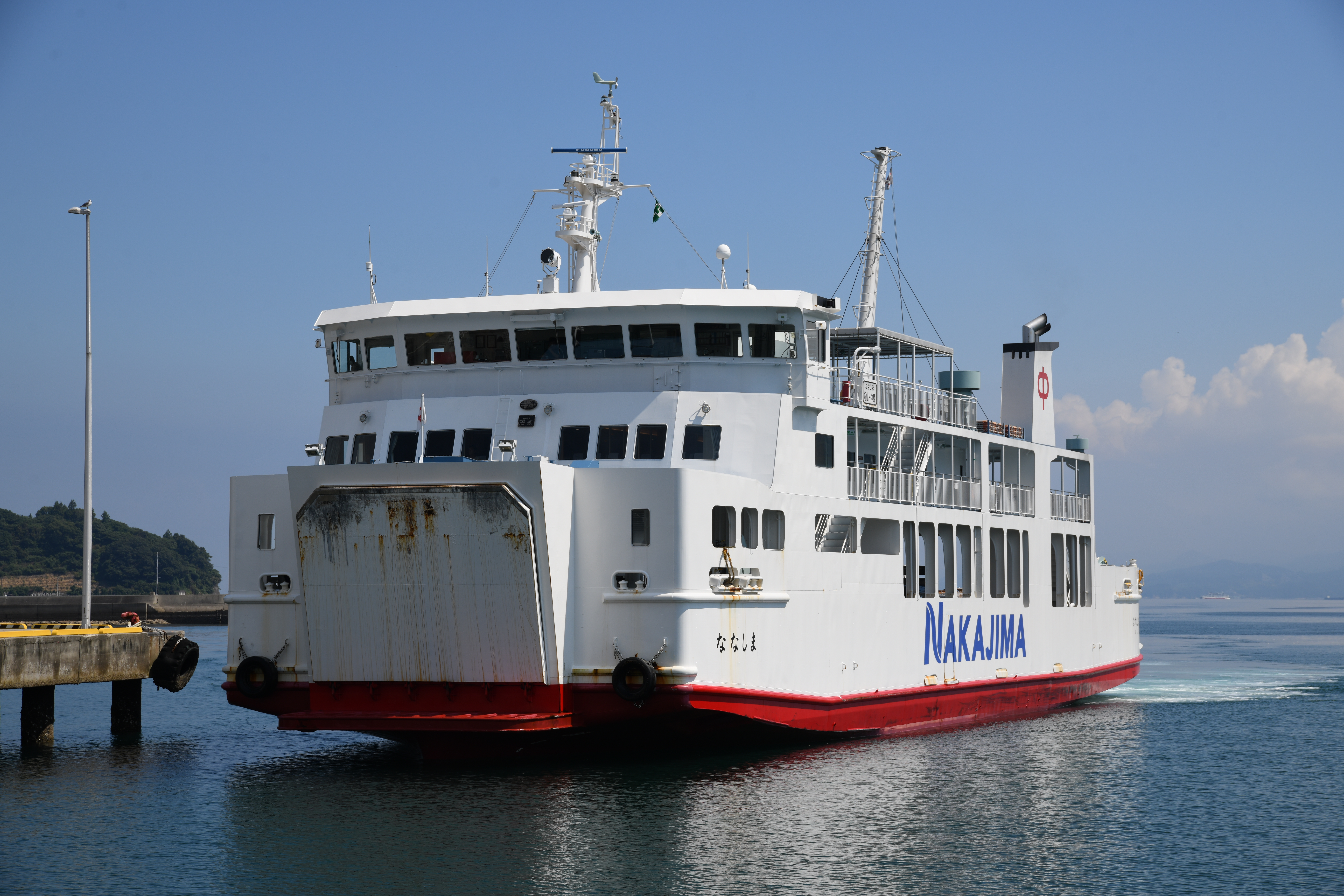
ななしま（2代）
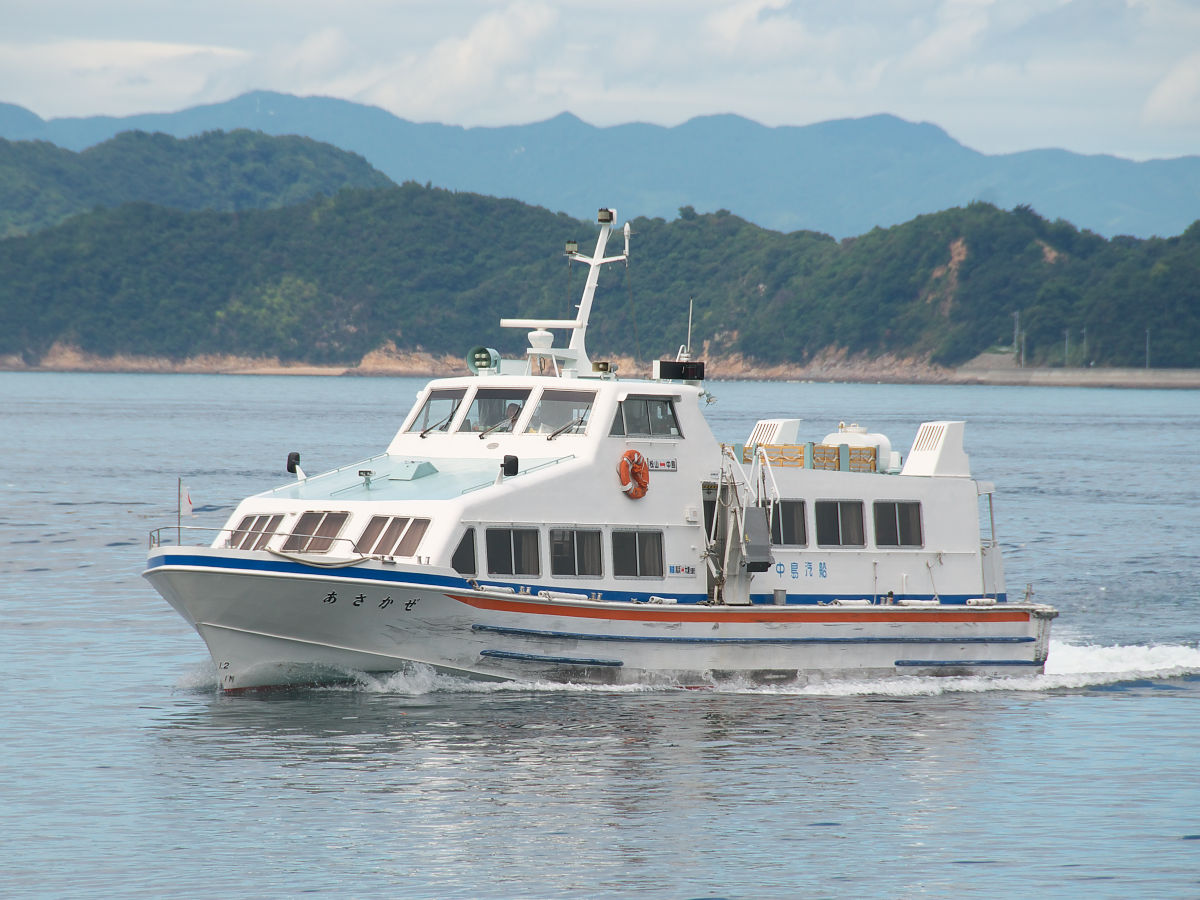
あさかぜ

2005年12月8日起工、2006年5月11日進水、同年7月26日完工、同年8月1日就航、内海造船瀬戸田工場建造
462総トン、全長49.50m、全幅11.00m、型深さ3.70m、主機関ダイハツ1300×2、機関出力1,912kW、航海速力14.0ノット、旅客定員310名、乗用車18台または大型車4台
- ななしま（2代）[6]

2017年9月1日起工、同年12月4日進水、2018年2月28日完工、同年3月16日就航、内海造船瀬戸田工場建造
765総トン、全長55.13m、全幅12.08m、型深さ3.90m、主機関ダイハツ1680×2、機関出力2,470kW、航海速力14.6ノット、旅客定員494名、乗用車31台または12ｍトラック7台、8mトラック1台
高速船
- あさかぜ

1995年6月進水、木曽造船建造、元山陽商船所有
48総トン、全長21.99m、型幅4.70m、型深さ2.14m、主機関GM825×2、機関出力1,213kW、航海速力26ノット、旅客定員90名
- すいせい

1995年6月進水、木曽造船建造、元岩国柱島海運所有
43総トン、全長20.96m、型幅4.80m、型深さ2.12m、主機関GM825×2、機関出力1,213kW、航海速力26ノット、旅客定員107名
- いそかぜ

1995年7月進水、木曽造船建造、元岩国松山高速（現：周防大島松山フェリー）所有
48総トン、全長21.99m、型幅4.70m、型深さ2.14m、主機関GM825×2、機関出力1,213kW、航海速力26ノット、旅客定員90名
- なかじま（2代）
- じんわ
- ななしま（2代）
- あさかぜ

### 過去の船舶
旅客フェリー
- ななしま（初代）[26]

1968年（昭和43年）7月竣工・就航、松浦鉄工造船所建造、1983年廃船、漁礁として海没処分
235.97総トン、全長35.15m、型幅9.20m、型深さ2.80m、主機ディーゼル2基、機関出力800ps、航海速力10.00ノット、旅客定員405名
- なかじま（初代）[26]

1972年5月竣工、同年6月15日就航、中村造船鉄工建造、1994年フィリピンへ売却
493.46総トン、全長48.50m、型幅11.28m、型深さ3.70m、主機ディーゼル2基、機関出力2,000ps、航海速力14.0ノット、旅客定員580名

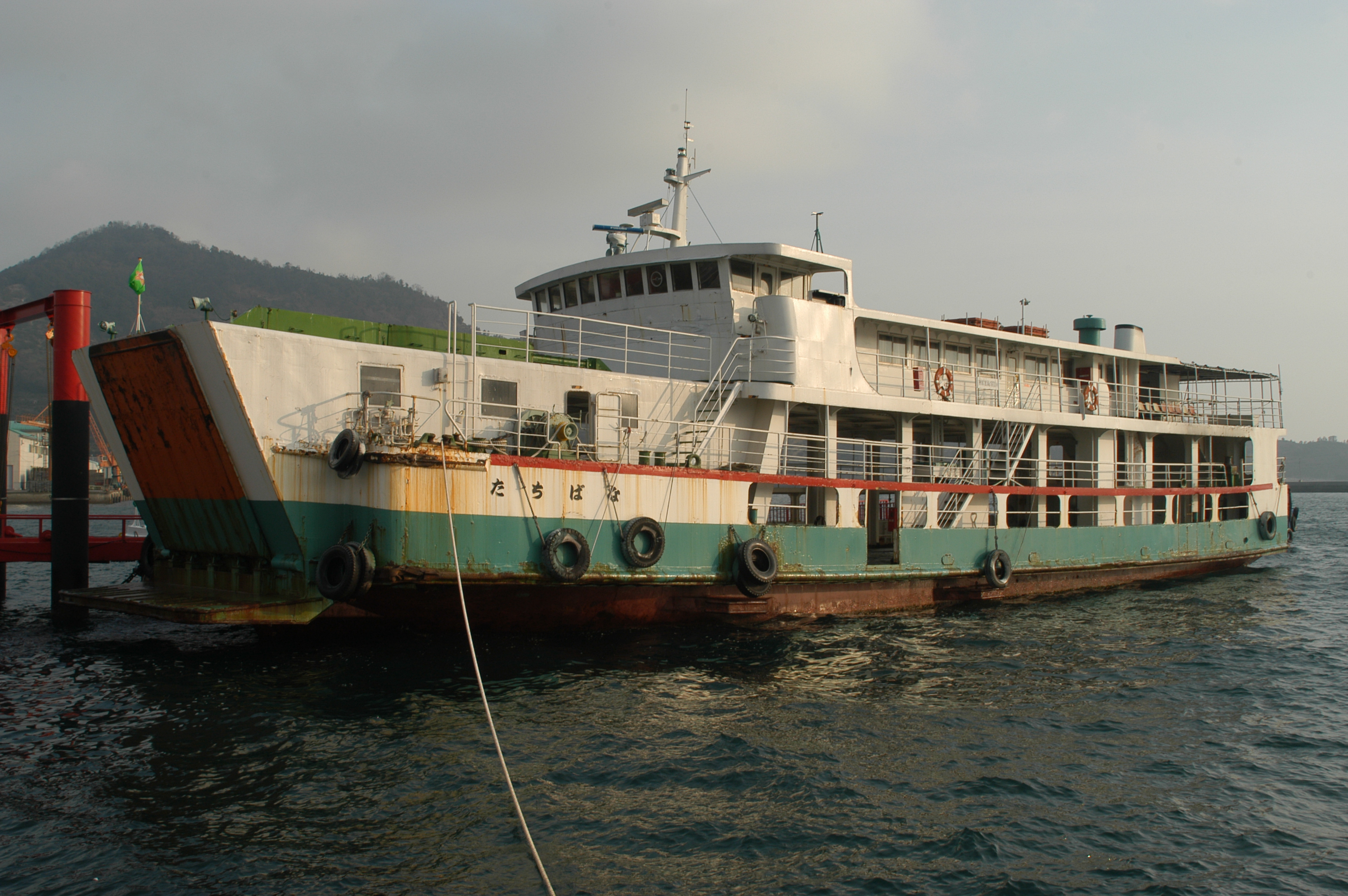
たちばな
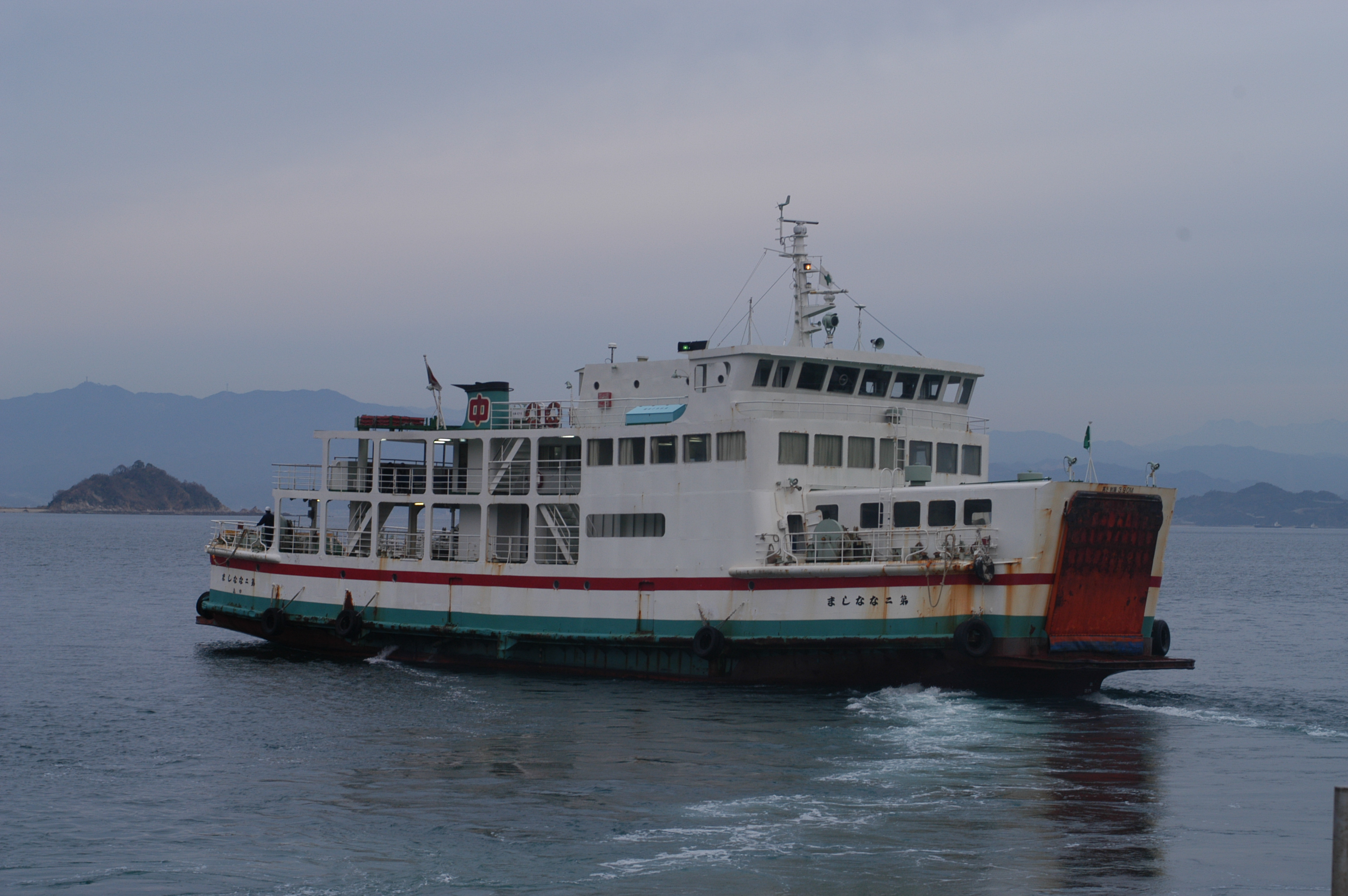
第二ななしま
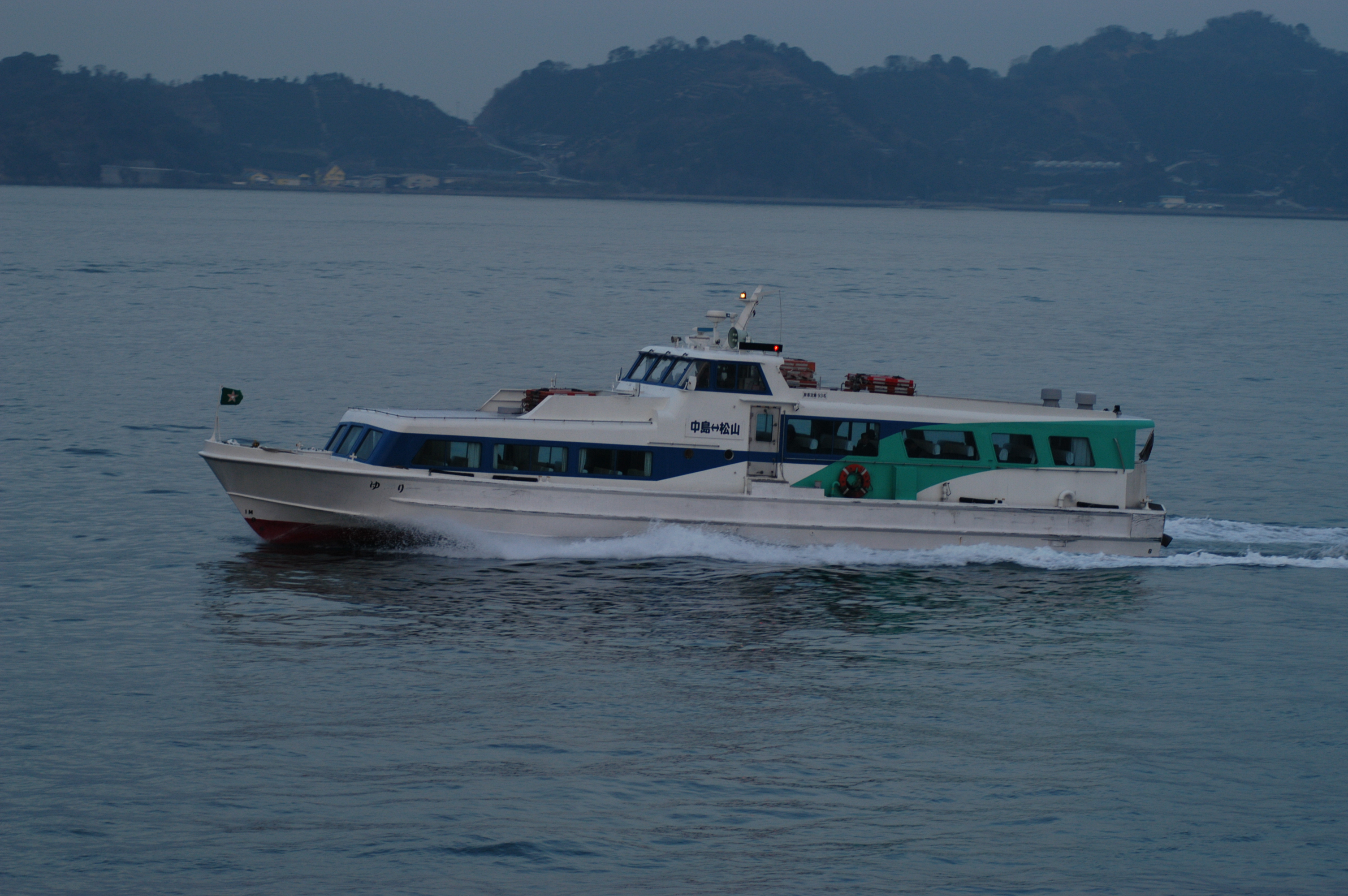
ゆり
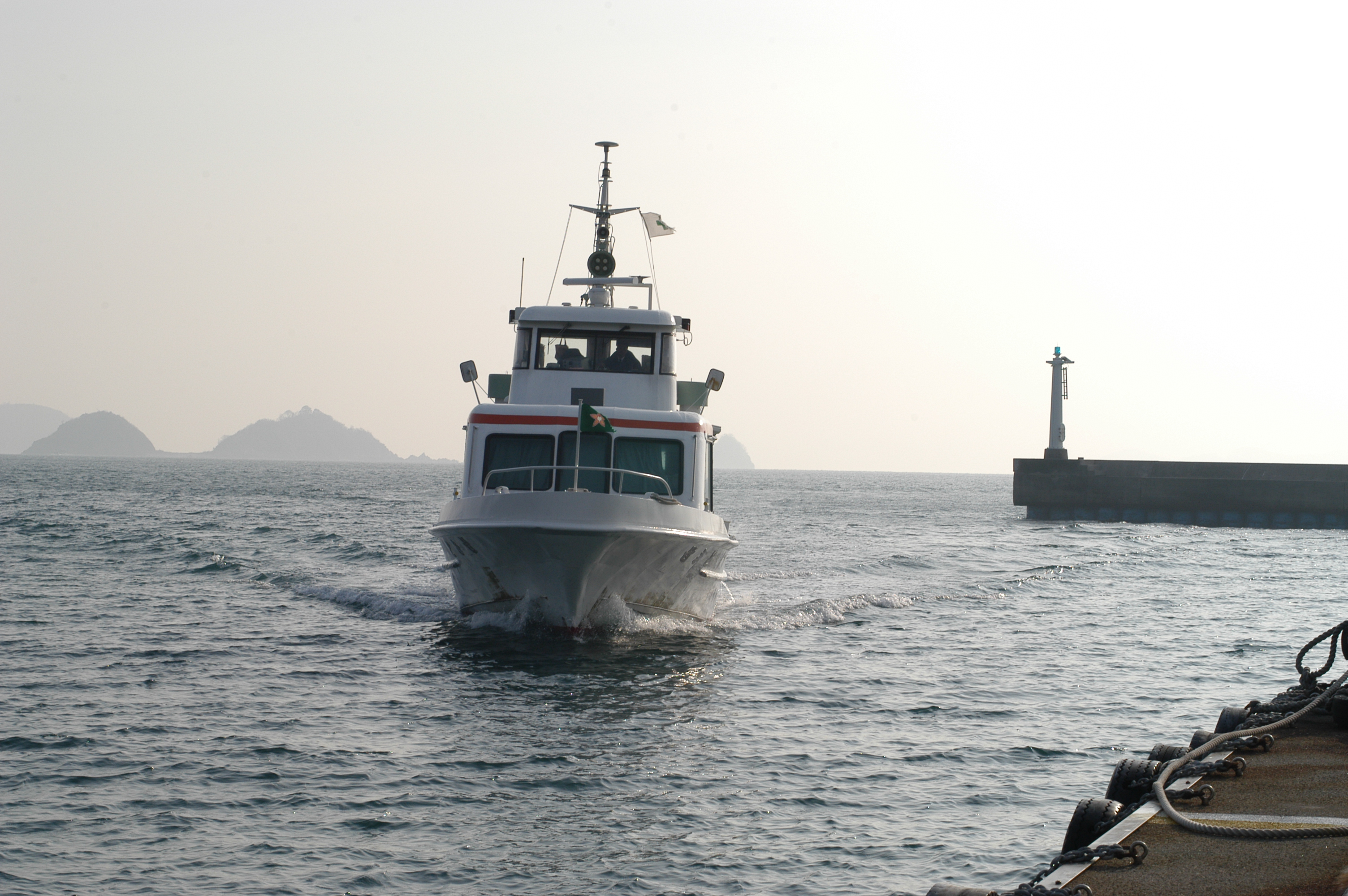
せきど
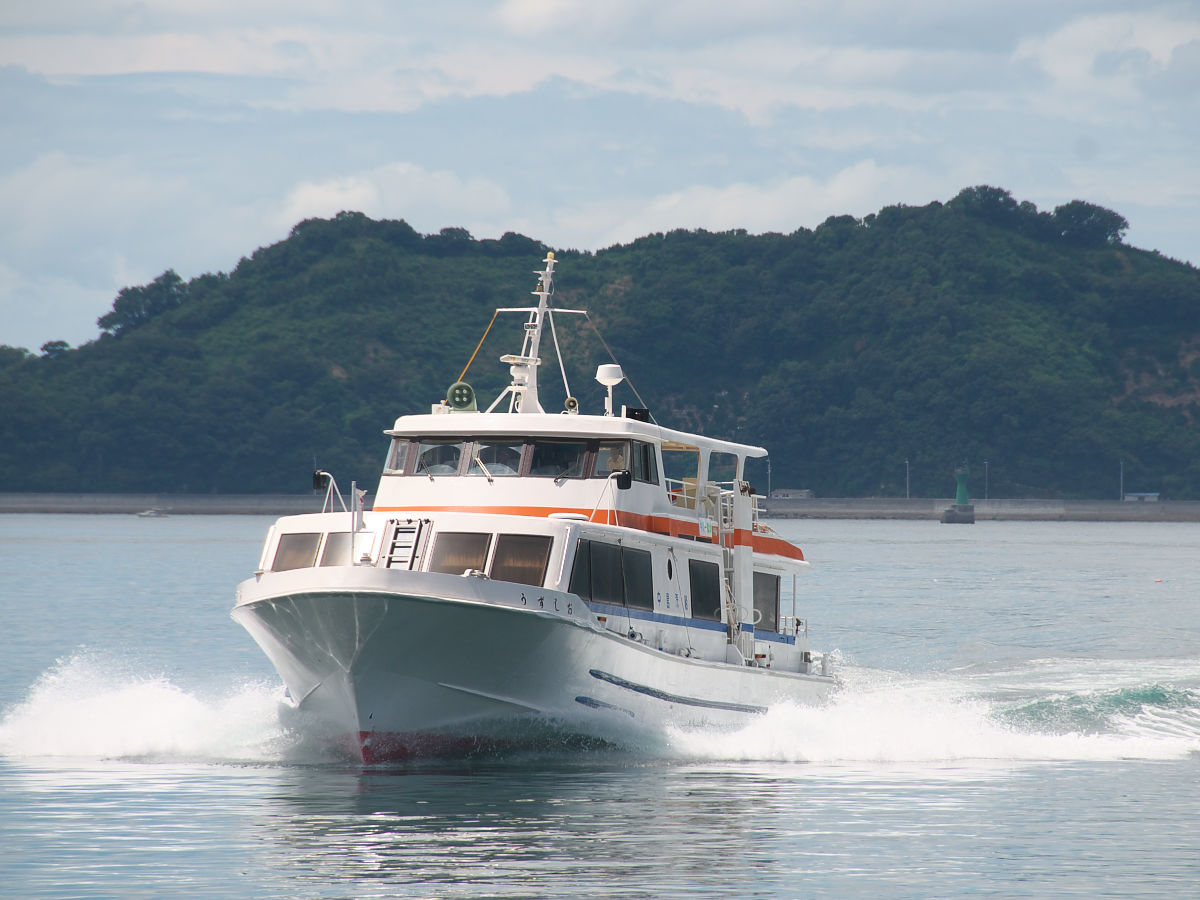
うずしお

1978年7月竣工、同年8月8日就航、備南船舶工業建造、2007年フィリピンへ売却
258.73総トン、全長40.00m、型幅8.60m、型深さ2.90m、主機ディーゼル2基、機関出力1,600ps、航海速力13.0ノット、旅客定員300名
- 第二ななしま[24]

1985年9月起工、1986年2月進水、同年3月竣工、同年4月1日就航、大内造船所建造、2018年売却
528総トン、全長44.00ｍ、型幅9.50ｍ、型深さ2.84ｍ、主機関ダイハツ1000×2、機関出力1,471kW、航海速力13.50ノット、旅客定員400名、乗用車19台
旅客船
- 速鳥

1931年11月進水、元中島汽船所有
80.97総トン、航海速力10ノット、旅客定員153名
- 呉媛丸

1958年8月進水、元堂官汽船所有
69.06総トン、航海速力9ノット、旅客定員129名
- はやぶさ[29]

1961年1月18日進水、同年2月6日竣工、松浦鉄工造船所建造
167.15総トン、全長32.51m、型幅5.80m、型深さ2.55m、ディーゼル1基、機関出力530ps、航海速力11.8ノット、旅客定員320名
- はやたか[30]

1961年11月27日進水、同年12月18日竣工、松浦鉄工造船所建造
172.77総トン、全長32.51m、型幅5.80m、型深さ2.55m、ディーゼル1基、機関出力530ps、航海速力12ノット、旅客定員320名
- 竜宮丸

1963年9月進水、元日本観光汽船所有
24.71総トン、航海速力7.5ノット、旅客定員43名
- 第二はやぶさ[26]

1980年11月竣工、同年12月15日就航、松浦鉄工造船所建造。引退後、関西港湾サービスに売船、「ペガサスかんさい2」に改名
197.16総トン、全長40.50m、型幅6.80m、型深さ2.80m、ディーゼル、機関出力1,600ps、航海速力14.3ノット、旅客定員500名
高速船
- ゆり[32]

1987年7月竣工、同月20日就航、大内造船所建造
36総トン、登録長19.56m、型幅4.05m、型深さ1.90m、航海速力25ノット、主機ディーゼル2基、機関出力1,080ps、旅客定員93名
- せきど[32]

1988年6月進水、同年7月20日就航、大内造船所建造
40総トン、登録長20.40m、型幅4.30m、型深さ2.01m、航海速力25ノット、主機ディーゼル2基、機関出力1,200ps、旅客定員80名
- うずしお[32]

1991年3月進水、同月15日就航、大内造船所建造
85総トン、登録長24.91m、型幅5.50m、型深さ2.48m、航海速力25ノット、主機ディーゼル2基、機関出力2,260ps、旅客定員130名
- しまかぜ

- たちばな
- 第二ななしま
- ゆり
- せきど
- うずしお

## 路線バス

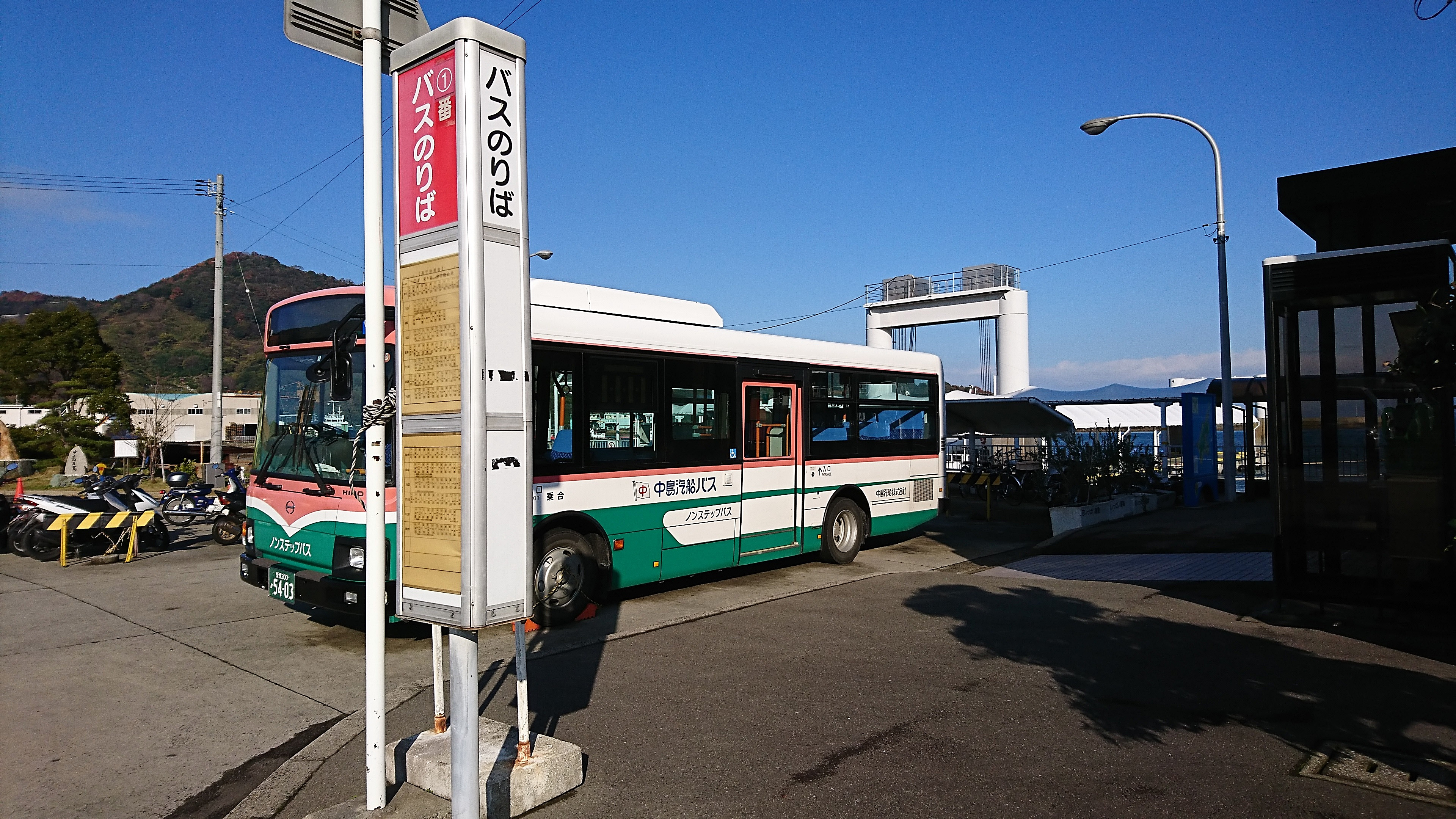
中島汽船バス
中島港ターミナルを基軸に島の各地を結ぶ。

中島島内において路線バスを運行している。伊予鉄ICい〜カードで運賃の支払いは不可能となっており、ICOCA、PASMO、Suicaなどの交通系ICカードでの支払いもできない。
2024年（令和6年）4月1日改正で、粟井・トンネル経由、トンネル・神浦経由、神浦・トンネル経由の各路線が復活した。また、平日運休・土日祝運休となる便が設定された。
- ①系統 島内ループ線（東回り）：中央病院→中島港→粟井→畑里→西中港→吉木→宇和間→神浦桟橋→長師→中央病院→中島港
  - 2024年4月1日改正で、島内一周便が朝夕1便ずつに減便された（改正前は5便）。
    - 西中港発便の大半が神浦桟橋発に短縮され1便になった（改正前は3便）。
    - 神浦桟橋で同改正以前は最大24分の時間調整が行われていたが、改正後は最大7分に短縮された（時間調整自体は神浦桟橋を跨ぐ便の一部で行われる）。
- ②系統 島内ループ線（西回り）：中島港→中央病院→長師→神浦桟橋→宇和間→吉木→西中港→畑里→粟井→中島港→中央病院
  - 2024年4月1日改正で、西中港行きの大半が神浦桟橋行きに短縮され1便になった（改正前は3便）。
    - 島内一周便の便数に変更はないが、最終便は土日祝運休となる。
- ③系統 北ループ線（トンネルまわり）：中島港→学校前・長隆寺→トンネル経由→粟井→中島港
  - 8:00発の1便のみ。
- ③系統 北ループ線（粟井まわり）：中央病院→中島港→粟井→トンネル経由→長隆寺・学校前→中島港
  - 2024年4月1日改正で、路線が復活。2便設定。
- ⑤系統 南ループ線（トンネルまわり）：中島港→学校前・長隆寺→トンネル経由→神浦港→中島港
  - 2024年4月1日改正で、路線が復活。4便設定。
- ⑤系統 南ループ線（神浦まわり）：中島港→神浦港→トンネル経由→長隆寺・学校前→中島港
  - 2024年4月1日改正で、路線が復活。3便設定（うち1便は平日運休）。

### バス車両
主に日野自動車製がメインで、大型車は三菱ふそう製を保有。
貸切事業もやっているため、いすゞ・スーパークルーザー（U-LV771R：1993年（平成5年）製。スクールバスとしても使用）なども所持しているが、2024年3月31日をもって貸切事業終了につき、廃車される見込み。

#### 主力車種
- 1996年式の三菱ふそうKC-MP217M、6D24エンジン、前中折扉のツーステップ車で元神奈川中央交通所有の特定車。
- 2012年式の日野SKG-KR290J1、4HK1-TCHエンジン、前中引扉のノンステップ車で自社導入車。